# Pelargonium lobatum
Pelargonium lobatum är en näveväxtart som först beskrevs av Nicolaas Laurens Burman, och fick sitt nu gällande namn av L'her.. Pelargonium lobatum ingår i släktet pelargoner, och familjen näveväxter. Inga underarter finns listade i Catalogue of Life.